# 9178 Momoyo
9178 Momoyo è un asteroide della fascia principale. Scoperto nel 1991, presenta un'orbita caratterizzata da un semiasse maggiore pari a 2,8834310 UA e da un'eccentricità di 0,0772077, inclinata di 2,26392° rispetto all'eclittica.